# Bauhütte

Baumeister
(Holzschnitt von Jost Amman von 1536)

Die Bauhütten, auch Dombauhütten oder Hütten, waren die Werkstattverbände des gotischen Kathedralenbaus in Europa.
Die Bauhütten entwickelten sich aus dem romanischen Kirchenbau durch Mönche hin zum organisierten Bauablauf gotischer Kathedralen, der unterschiedlichste Handwerke umfasste. Eine Besonderheit bildete die Organisationsform der Steinmetze in der Steinmetzbruderschaft, weil sich die Meister der anderen Gewerke lediglich in den Zünften und die Gesellen gesondert organisierten. Deshalb ist grundsätzlich zwischen Bauhütte, Steinmetzbruderschaft und Zunft zu unterscheiden.
Von besonderer Bedeutung war die qualifizierte Ausbildung der gotischen Bauhütte, die in Lehrlinge, Gesellen und Wandergesellen, Kunstdiener, Laubhauer, Parliere, Steinbildhauer und Meister unterschied.
Zu den gotischen Haupthütten zählten die in Bern (später Zürich), Wien, Köln und vor allem die bedeutendste in Straßburg, denen weitere Neben-Bauhütten in ihrem Einzugsgebiet unterstanden. Mit dem Ende der Gotik schwand die Bedeutung der Bauhütten und mit ihrem endgültigen Verbot durch Kaiser Karl VI im Jahr 1731 endete vorerst auch die Zeit der Bauhütten. Heute gibt es in der Schweiz, in Deutschland, Österreich und Frankreich noch bzw. wieder Dom- oder Münsterbauhütten, welche zumeist von kirchlichen Stiftungen getragen werden und sich vornehmlich mit der Instandhaltung von bestehenden sakralen Steinbauwerken befassen.
Den Begriff „Bauhütte“ hat die Deutsche Stiftung Denkmalschutz mit ihren Jugendbauhütten aufgegriffen. Diese organisieren das Freiwillige Jahr in der Denkmalpflege für Jugendliche und junge Erwachsene.
2020 wurde das Bauhüttenwesen in das Register guter Praxisbeispiele der UNESCO eingetragen. An der Nominierung waren 18 Bauhütten aus fünf Ländern beteiligt. Deutschland, Frankreich, Norwegen, Österreich und die Schweiz hatten die Aufnahme in das UNESCO-Register beantragt. Eingelistet wurden die Bauhütten in Basel, Linz, Straßburg, Trondheim, Wien, Aachen, Bamberg, Dresden, Freiburg, Köln, Lübeck, Mainz, Passau, Regensburg, Schwäbisch Gmünd, Soest, Ulm und Xanten.

## Wortherkunft
Geprägt wurde das Wort „Bauhütte“ 1816 durch Johann Wolfgang von Goethe in seinem Aufsatz Kunst und Alterthum am Rhein und Mayn, zuvor war der allgemeine Begriff der Hütte verschriftlicht. Der Begriff der Dombauhütte stammt von Carl von Heideloff (1844).
Der Begriff Bauhüttenbewegung leitet sich von dem hier beschriebenen Bauhüttenbegriff ab, beschreibt aber einen Gründungsboom von Wohnungsbaugesellschaften Anfang der 1920er-Jahre.

## Bauhütten des Altertums
Vom Wesen der antiken Bauhütten gibt es wenig bis gar keine Dokumente und Belege. Es ist anzunehmen, dass in den Zeiten der ägyptischen Pyramiden und griechischen Tempel das Wissen um die Kunst des Bauens in den Händen von Priesterkasten lag. Über die Art, wie sich die ausführenden Handwerker organisierten, von ihren Verhältnissen nach innen und außen ist wenig bis nichts überliefert. Die Archäologie konnte jedoch ein paar Details erhellen – so waren die Arbeiter beim Bau der Pyramiden keine Sklaven, sondern wohl im Gegenteil für damalige Verhältnisse gut genährt und versorgt. Das Detailwissen um den Bau der Pyramiden scheint wohl schon in altägyptischer Zeit verloren gegangen zu sein. So gab es nach dem Ende des Alten Reiches nie wieder Pyramidenbauten in auch nur annähernd ähnlichen Dimensionen, auch wenn die Pharaos und Bauherren des Neuen Reiches durchaus beeindruckende Monumentalbauten – darunter auch Grabstätten – anderer Art bauen ließen, es also vermutlich nicht an Arbeitskräften, dem Willen zum Bau monumentaler Bauten oder Ressourcen gemangelt hätte. Jahrhunderte nach dem Bau der Pyramiden kam es um das 29. Regierungsjahr des Ramses III. (wohl um 1157 vor unserer Zeitrechnung) in Deir el-Medina zum ersten dokumentierten Streik der Geschichte unter den dortigen Bauarbeitern – dem Streik von Deir el-Medineh. Auch fünfzig Jahre später wird am selben Ort wieder von Konflikten zwischen Arbeitern und Vorgesetzten berichtet.
Allein von den römischen Baucollegia gibt es Berichte. Ihre Mitglieder nannten sich gegenseitig collegae und waren besonders in der römischen Kaiserzeit von manchen bürgerlichen Lasten befreit. Ihre inneren Verhältnisse wurden durch eigene Gesetze und Gerichtsbarkeit geleitet. Im Gegensatz zu den gewöhnlichen Handwerkern, die bei den Römern keine besondere Achtung erfuhren, erlangten diese „collegia“ im Laufe der Zeit teilweise beachtliche Macht und Einfluss, ähnlich den mittelalterlichen Zünften. Dies war wohl auch der Grund, warum sie immer wieder angegriffen und verboten wurden.
Mit der Ausdehnung des Römischen Reiches und seiner Kolonien bildeten sich auch Ableger der Collegia in Gallien und Britannien.
Eine Verbindung der Collegia mit den Bauhütten des Mittelalters ist nicht nachzuweisen.

## Bauhütten der Romanik

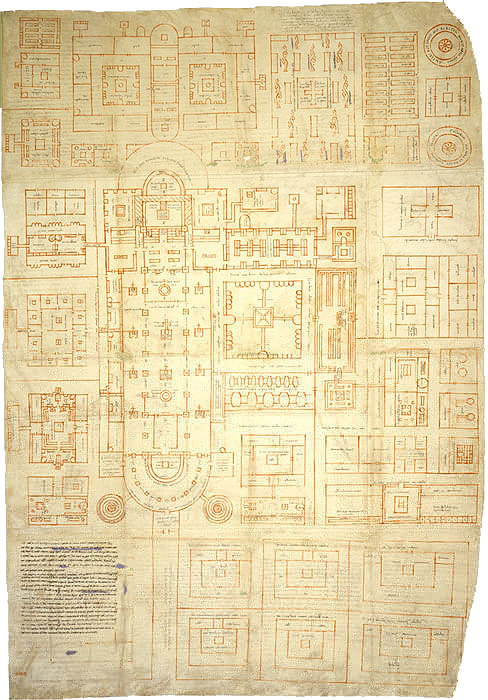
St. Galler Klosterplan. Reichenau, frühes 9. Jahrhundert

Die Geschichte der Steinmetzkunst in Germanien beginnt mit der Besetzung durch römische Soldaten, die auch einen Transfer von Steinbautechniken leisteten. Verbunden mit der voranschreitenden Christianisierung erfolgte der Bau von Klöstern, wobei insbesondere irische und angelsächsische Mönche wie z. B. Bonifatius, die die Steinbautechnik aus ihren Heimatländern kannten, wesentlich zur Entwicklung der Steinbaukunst beitrugen.
In der Zeit Karls des Großen (768–814) erfolgte für die Entwicklung der Steinbaukunst in Deutschland die entscheidende Zäsur, so dass der Bau der Königshalle von Lorsch als einer der ersten deutschen Steinbauten bezeichnet wird, der in einem geregelten Baubetrieb entstand. Gottfried Kiesow hält Einhard für den Organisator des Klosterbaus von Lorsch, der erstmals eine feste Gruppe von qualifizierten Steinmetzen beim Bauen einsetzte.
Insbesondere die Orden der Benediktiner und der Zisterzienser förderten den romanischen Kirchenbau. Der Abt Wilhelm von Hirsau beschäftigte nicht nur Mönche, sondern ab 1070 n. Chr. die sogenannten Conversi. Die Conversi waren Laienbrüder, die kein Mönchsgelübde abgelegt hatten, in den Klöstern lebten und als Steinmetzen ausgebildet wurden und arbeiteten. Wurde ein Kirchen- oder Klosterbau neu begonnen, zogen Gruppen von Mönchen und Conversi, gut ausgerüstet und bewaffnet zur nächsten Klosterbaustelle. Die auf dem Wege liegenden Klöster und Stifte waren verpflichtet, sie zu beherbergen und zu verpflegen. Als sich die Benediktiner und die Zisterzienser in vorromanischer Zeit aus dem Klosterbau zurückzogen, sollen die sogenannten Comacini diese Lücke gefüllt und die romanische Bauzier mit gedrehten Säulen und aufwendigen Kapitellen bereichert haben. Es wird angenommen, dass die Comacini Steinmetzen aus der Gegend von Como waren, die Karl dem Großen folgten, nachdem dieser das Langobardenreich erobert hatte.
Als sie die Christianisierung durchgesetzt hatten, zogen sich die Mönche aus dem Bauwesen zurück. Bis dahin hatten sie etwa 2000 Klöster erbaut. Dass durch die Mönche planvoll, gezielt und auf hohem Niveau Klöster gebaut wurden, belegt der St. Galler Klosterplan.

## Gotische Bauhütten und Steinmetzbruderschaft

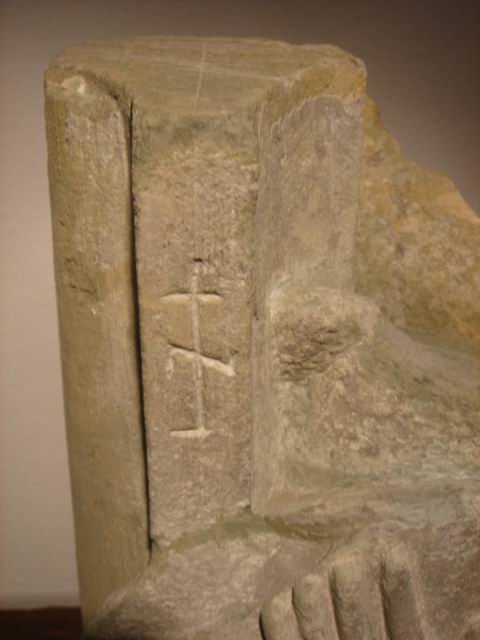
Steinmetzzeichen eines gotischen Steinmetzen

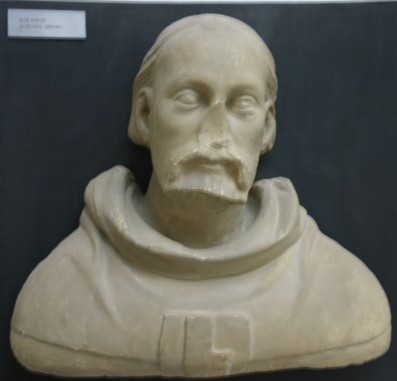
Porträt von Peter Parler, einem der bedeutendsten gotischen Baumeister

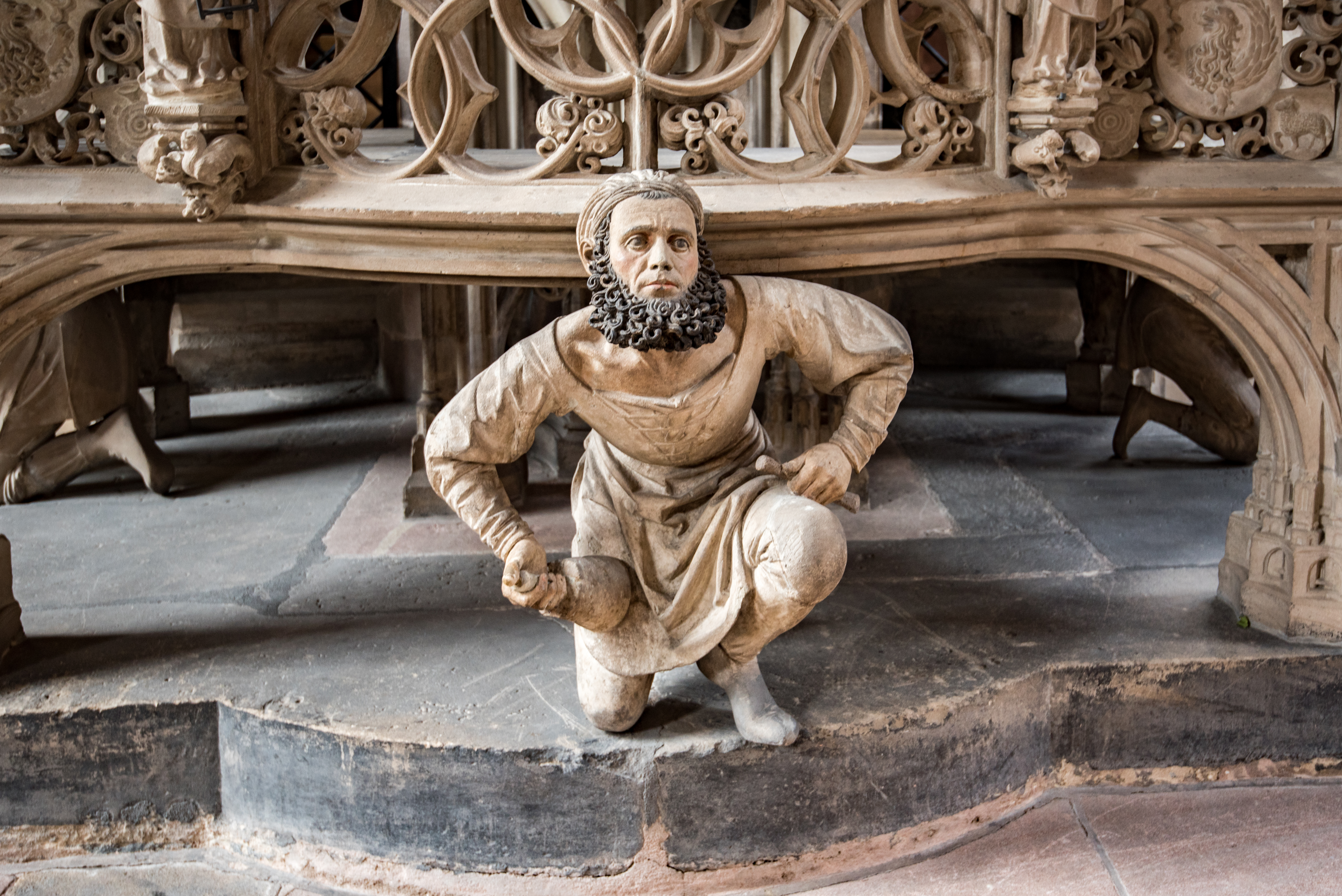
Selbstbildnis von Adam Kraft, Bildhauer der Spätgotik, am Sakramentshaus in St. Lorenz in Nürnberg

### Unterscheidung zwischen Bauhütte und Steinmetzbruderschaft
Nach heutigem Kenntnisstand muss in Bauhütte und in Steinmetzbruderschaft unterschieden werden:
- Die Bauhütte der Gotik war eine Organisation, deren Arbeitsfeld im Klerikal-Großbau vor Ort lag. „Zur Hütte gehörten der Werkmeister und die verschiedenen Handwerker, u. a. Steinmetz, Zimmermann, Maurer, Schmied und Glaser, soweit sie längerfristig auf der Baustelle erforderlich waren, […] neben einem Kaplan […] waren es nicht nur Küster, Meßner, Organist und Kirchendiener […], sondern auch Bäcker, Koch, und Gesinde für den Haushalt der Küche.“[12] „Die Bauhütte stand unter der obersten Leitung und Aufsicht eines oder mehrerer „Baumeister“ (und) hoher Verwaltungs- und Finanzbeamter.“[13] Die Bauhütte war ein Unternehmen.
- Die gotische Bauhütte hatte einen „Bruderschaft“ genannten ideellen Überbau, die Steinmetzbruderschaft, die alle Groß-Baustellen als Gesamtorganisation gliederte und in Haupt- und Nebenhütten zusammenfasste. In der Bruderschaft waren nur Steinmetzmeister und Steinmetzgesellen organisiert und keine anderen Gewerke. Die Steinmetzbruderschaft hatte eine eigene Ordnung, eine eigene Rechtsprechung und einen in seinen Grundzügen demokratischen Aufbau.

Eine Besonderheit ist festzuhalten: Die Organisationsformen der Steinmetze entwickelten sich unterschiedlich zu den anderen Handwerken, weil sich die Meister und die Gesellen der anderen Gewerke in den Zünften gesondert organisierten. „In den übrigen Handwerken bildeten sich seit dem 14. Jh. Gesellenvereinigungen heraus, bei denen zwei Anliegen im Mittelpunkt der Zusammenschlüsse stehen: die Versorgung und Fürsorge im Krankheits- und Todesfall sowie die Ordnung des Verhaltens auf der Trinkstube oder im Zunfthaus, d. h. des geselligen Zusammenseins der Handwerksknechte, wozu auch die Möglichkeit zum Spiel zu rechnen ist, soweit dies erlaubt war.“ Die Organisationsstruktur der Steinmetze gestaltete sich offensichtlich zunächst durch das Vorhandensein der Steinmetzbruderschaft nicht in dieser Richtung.
An fast allen gotischen Kathedralen gibt es Dokumente, die die Existenz einer Bauhütte von Beginn der Bautätigkeit an belegen. Diese Dokumente liegen in Form von Verwaltungs- und Wirtschaftsbelegen vor.
Hinweise auf eine überregionale Struktur und ideelle Ordnung aus vergangener Zeit, die nicht weiter belegt sind, finden sich in schriftlicher Form in dem mittelenglischen Regius-Manuskript aus dem 14. Jahrhundert, wie auch in Formulierungen der Straßburger Steinmetzordnung von 1495.
Die verschriftlichten Statuten der Steinmetzbruderschaften des gotischen Kathedralbaus entstanden zu einem Zeitpunkt, als der gotische Baustil seinen Zenit schon überschritten hatte. Es gibt Vermutungen, dass die Organisation der gotischen Bauhütte zusammen mit dem gotischen Baustil entstand.

### Verhältnis zwischen Steinmetzbruderschaft und Zunft
Es wird häufig vermutet, dass zwischen Steinmetzbruderschaft und Zunft ein grundsätzlicher Dissens bestand. Nach Binding bestand eher ein kooperatives und auskömmliches Verhältnis zwischen Zunft und Steinmetzbruderschaft: „Im 15. Jh. mussten die Werkmeister und Meister [der Bauhütte] auch Mitglieder der städtischen Zunft sein, sofern sie davon nicht befreit waren. Das Verhältnis zwischen Hütte und Zunft war allgemein harmonisch und kooperativ, zumal die Hütte auf das städtische Handwerk angewiesen war, das für einzelne Arbeiten herangezogen wurde. In einigen Städten hatten die Zünfte Mitspracherecht in der Kirchenhütte. Verschiedentlich wurde der Werkmeister der Hütte als Sachverständiger bei städtischen Bauaufgaben herangezogen.“

## Gotische Bauhütten

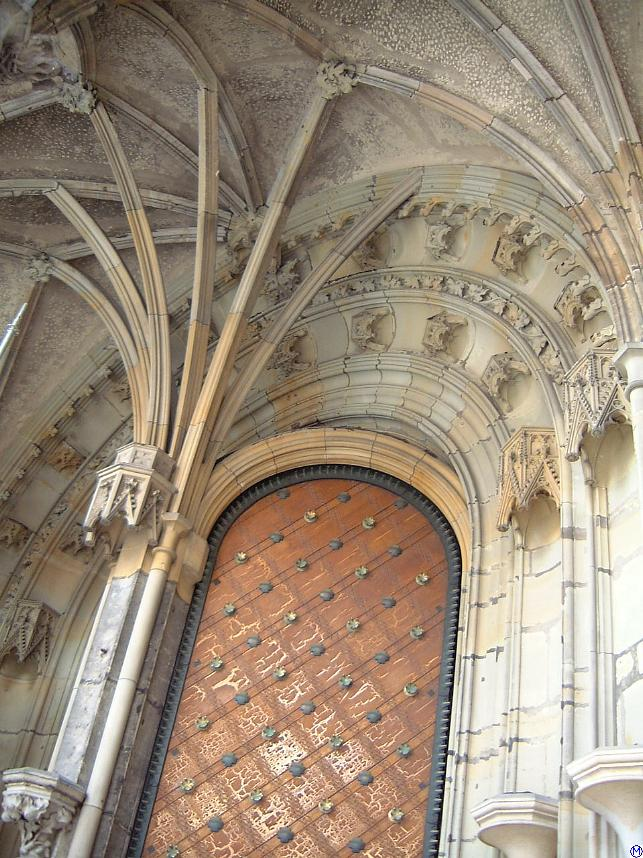
Maßwerk in höchster Präzision in Prag von Peter Parler

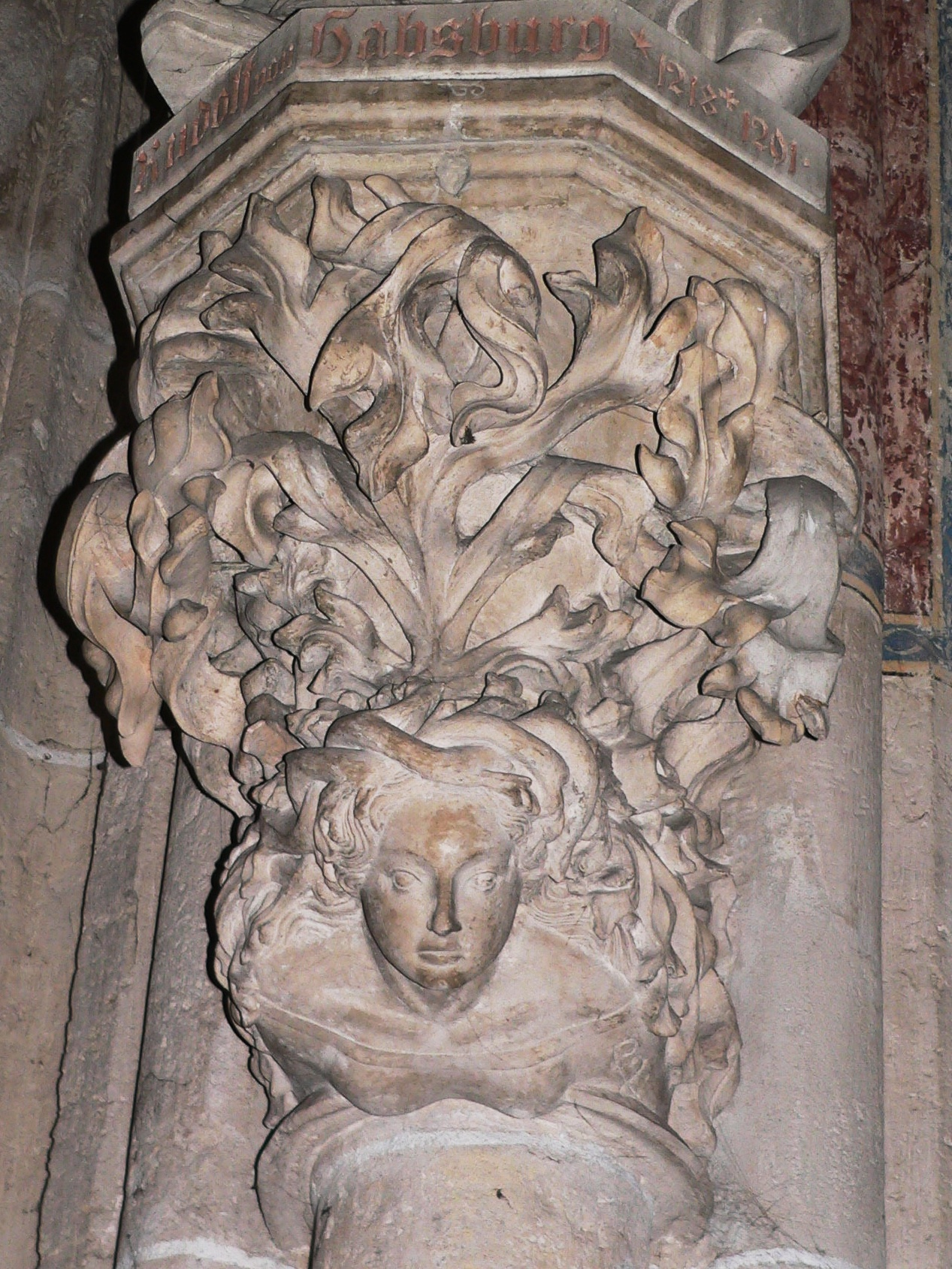
Laubhauerarbeit in höchstem Formgefühl im Ulmer Münster

### Das Gebäude der Bauhütte
Das Gebäude der gotischen Bauhütte war zumeist aus Holz. Nach bisherigem Kenntnisstand wurden die Steinarbeiten bei Einbruch des Winters beendet und im Frühjahr wieder aufgenommen. Allerdings gibt es auch vereinzelt Hinweise auf eine Steinvorfertigungsphase im Winterhalbjahr (Baurechnungen im Stiftsarchiv Xanten). Erst in der Mitte des 13. Jh. gibt es erste Quellen, die das Vorhandensein der Bauhütte bezeugen. Die Hütte in Ripalle am Genfer See (1386) „war ein länglicher, zweigeschossiger, mit 20000 Schindeln gedeckter Holzbau von 90 Fuß Länge, 24 Fuß Breite und 30 Fuß Höhe (etwa 30 × 8 × 10 m). Im Untergeschoß waren viele Fensterplätze eingerichtet, im Obergeschoss befand sich vermutlich ein Reißboden“. Dass es verschließbare Fenster gab und dass das Versäumnis des Fensterschließens bestraft wurde, ist aus Art. 68 der Rochlitzer Steinmetzordnung von 1462 entnehmbar, dass in der Winterzeit ein Ofen zum Beheizen vorhanden war, ist in Xanten 1398 belegt. Die Hütten waren verschließbar, doch selten aus Stein, das Dach war je nachdem aus Stroh oder Holzschindeln.

### Ausbildung in der gotischen Bauhütte
Der Baustil der Gotik fußt im technischen Sinne auf rechnerischen und geometrisch-technischen Grundlagen – dies musste sich auch in der Ausbildung der gotischen Steinmetzen widerspiegeln. Dass es allgemein gültige Proportionsfiguren zur Konstruktion gegeben hätte, wie zum Beispiel die Triangulatur, die als Hüttengeheimnisse gewahrt und nur an bestimmte Personen weitergegeben wurden, hat Konrad Hecht in seinem Werk „Maß und Zahl in der gotischen Baukunst“ durch umfangreiche wissenschaftliche Studien widerlegt. In seinem Werk übertrug er elf Proportionsfiguren auf den Turm des Freiburger Münsters und bewies, dass es bei einer derartigen Anwendung zu erheblichen Maßabweichungen gekommen wäre. „Die in Meter bekannten Abmessungen eines gotischen Bauwerks als Vielfache der orts- und zeitüblichen Maßeinheit anzugeben ist möglich […] Das einzige Proportionsdreieck, das man auf einen gotischen Riss gesehen haben will, hat sich als Irrtum erwiesen. Der gotische Baumeister kannte weder ‚Zaubermittel‘ noch ‚Schönheiterzeuger‘. […] An der Baustelle wie am Reißbrett benutzte er als einzig verlässliche Hilfsmittel Maß und Zahl; zu allem, was er schuf, zu allem, was uns als Leistung der Gotik noch heute angeht, waren ihm diese Hilfsmittel unentbehrlich. Aber Hilfsmittel sind das eine – Wollen, Erfahrung und Können sind ein anderes –, auch in der gotischen Baukunst.'“ Demzufolge kam es lediglich zu einer Anwendung von jeweilig regional gültigen Maßen und Zahlen durch die Baumeister. Dass in der Ausbildung der Steinmetzen zweifellos geometrisch-technische Grundkonstruktionen unterwiesen und angewendet wurden, ist hierzu kein Widerspruch. Die gotischen Baumeister waren ausnahmslos ausgebildete Steinmetzen und dies änderte sich erst am Ende der Renaissance. Sie waren daher in der Lage, geometrisch-technische Grundkonstruktionen am gegliederten gotischen Steinbau zu entwickeln; die Hüttensteinmetzen konnten geometrisch-technische Konstruktionstechniken mit technischen Hilfsmitteln wie Zirkel (beispielsweise Greifzirkel, Stechzirkel und Stangenzirkel), Winkel und Richtscheit anwenden. Die Verwendung dieser technischen Hilfsmittel hatten sie in ihrer Ausbildung in den Bauhütten erlernt. In Stein geritzte Konstruktionslinien belegen die präzise Beherrschung der geometrisch-technischen Regeln der Steinkonstruktion und -fertigung. Die Steinbaukunst der Gotik stellte in diesem Sinne hohe Anforderungen an die Ausbildung von Steinmetzen, die in den Statuten der Bauhütte geregelt waren. Ein allgemeines Gesetz, das in vielberufenen Hüttengeheimnissen gewahrt wurde oder zur Anwendung kam, gab es nicht, weder in der Ausbildung noch in der gotischen Steinbaukunst.

#### Hüttendiener (Lehrlinge)
Ein Hüttendiener musste mindestens 14 Jahre alt und getauft sein, und seine Eltern mussten miteinander verheiratet gewesen sein. Bei Aufnahme des Lehrlings war eine Bürgschaft von 20 Gulden zu hinterlegen. Bei Abschluss der sechsjährigen Ausbildung wurde das Geld zurückgezahlt samt einer Vergütung von weiteren 10 Gulden. Wurde die Lehre abgebrochen, fiel das Geld an die Hütte. „Erst auf der Speyerer Tagung von 1464 wurde die Lehrzeit auf fünf Jahre verkürzt und die der Maurer auf drei Jahre.“ Hatte ein „Diener“ bereits bei der Maurerzunft eine Lehre abgeschlossen, wurde seine Lehrzeit auf drei Jahre verkürzt.

#### Gesellen
Mit der Ledigsprechung wurde der junge Steinmetz zum Gesellen, erhielt sein Steinmetzzeichen und wurde in die Bruderschaft aufgenommen.
Er bekam das geheime Zureiseritual beigebracht, mit dem er sich auf allen Bauhütten als zur Bauhütte zugehörig ausweisen konnte. Von diesem Zeitpunkt an hatte er Mitspracherecht bei organisatorischen Entscheidungen und in der Rechtsprechung der Bauhütte.
Es war ihm freigestellt, ob er in einer Hütte um Förderung (Arbeit) suchen wollte, scheiden und wandern oder als Kunstdiener weiterlernen wollte.

#### Wandergesellen
Die reisenden Gesellen bildeten das Bindeglied zwischen den einzelnen Bauhütten. Es stand jedem Gesellen frei, zum Lohnabend oder am Samstag seinen Abschied zu nehmen. Nur wenn ein Geselle den Winter über bei einem Meister in Arbeit stand, sollte er auch „bis Johanni“ bleiben.
Wenn ein Wandergeselle auf einer „Hütte“ zureiste, wurde er mit dem sogenannten Gruß und Handschenk, der rituellen Begrüßung der Bauhütte, empfangen.
Fand ein Geselle in einer Bauhütte keine Förderung, so sollten ihn der Meister und alle arbeitenden Gesellen unterstützen.
Ein Geselle, der nicht „gewandelt“ war, also auf verschiedenen Bauhütten gearbeitet hatte, durfte kein Parlier werden.

#### Kunstdiener
Wollte ein Steinmetz der Bauhütten einmal Parlier werden, musste er auf Wanderschaft gewesen sein und sich noch einmal für zwei Jahre als Kunstdiener verpflichten.
Um Kunstdiener zu werden, musste er seine Lehre abgeschlossen haben. Zudem musste er dazu in der Steinmetzbruderschaft sein. Als Kunstdiener wurde der Steinmetz in die höheren Kunstfertigkeiten eingeführt, z. B. Konstruktion, Bildhauerei, Proportionslehre usw. Er konnte vom Meister als Parlier eingesetzt werden. Für seine gefertigte Arbeit musste der Meister dem Kunstdiener „den Vollen leisten“, d. h., er hatte ihn voll zu bezahlen.

#### Laubhauer

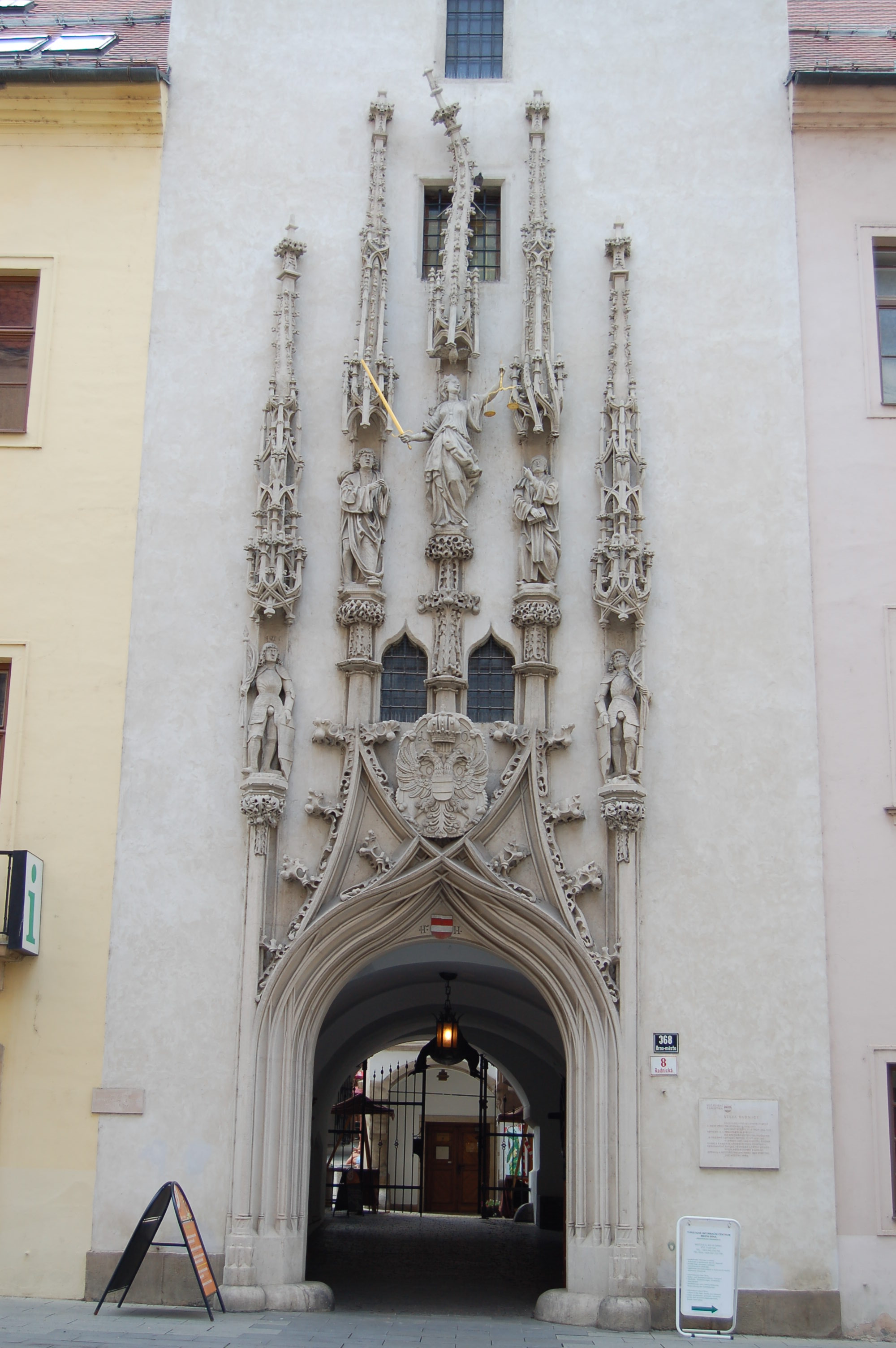
Gedrehte Fiale mit Krabben von Anton Pilgram

Es gibt eine weitere berufliche Differenzierung in den Hütten, der bislang wenig Beachtung geschenkt wurde, nämlich die der Laubhauer: „In spätmittelalterlichen Rechnungsbüchern wird unter den Steinmetzen eine besondere, um 2 Pfennig höher besoldete Gruppe der Laubhauer (‚lawberhawer‘ oder ‚dem gesellen dej dy lawber hawt, all tag II dn. mehr‘) aufgeführt, die das Blattwerk an Kapitellen und Krabben hauen, eine Spezialisierung, die vor der Mitte des 15. Jhs. nicht nachzuweisen ist. 1462/67 wird der Laubhauer an St. Lorenz in Nürnberg wie ein Palier mit 22 Pfennig Tagelohn bezahlt im Gegensatz zum Steinmetzen, der 20 Pfennig bekommt“. Ein weiterer Beleg findet sich in den Niederlanden, wo Laubhauer 1456 als „steenhouders ende looffwerkers“ bezahlt wurden.

#### Parliere
Noch heute wird der Vorarbeiter auf dem Bau „Polier“ genannt. Es ist wahrscheinlich, dass dieser Name vom französischen Wort „parler“, zu deutsch „sprechen“ kommt. Der Parlier stand zwischen dem Meister und den Gesellen. Er hatte Anweisungen weiterzugeben und die Arbeit zu überwachen, musste morgens als erster da sein und abends als letzter gehen, er vertrat den Meister beim Ausschenken (Begrüßen) zugereister Wandergesellen und gegenüber dem Auftraggeber.

#### Steinbildhauer
Bislang war unklar, ob Steinbildhauer eine besondere Rolle als Beruf in den Hütten spielten, denn Bildhauer war wie heute nicht jedermann. Im Werk von Binding finden sich Hinweise: „1418 […] findet sich im Ulmer Rechnungsbuch erstmals die Bezeichnung bildhower, dem 5 guld an ainen künftigen Bild gegeben werden; 1419 wird ebendiesem maister hartmann geben um zway bild 20 gildin und dez bildhowers knecht geben 6 sch. ze Drinkgeld und 1420 dem bildhower geben 7 lib. um die zwelff botten un um unser frowen.“ Des Weiteren wird festgehalten: „Der Bildhauer hat im 15. Jh. nach der Steinmetzlehre und einjährigen Wanderschaft noch einmal ein bis zwei Jahre bei einem Meister gelernt und war somit höher qualifiziert als der Steinmetz.“

#### Meister
Eine geregelte Meisterausbildung gab es nicht. Nach Ende der Lehrlingszeit – meist ohne Prüfung – musste eine mindestens einjährige Wanderschaft absolviert werden. Anschließend konnte der Meister den Gesellen zum Parlier machen oder er wurde für zwei Jahre zum Kunstdiener bzw. zum Meisterknecht. Dabei erlernte er die Entwurfs- und Konstruktionstechniken. Weiterhin war diese Zeit mit dem Erwerb bildhauerischer Fertigkeiten verbunden. „Offene Meisterstellen gab es in den Hütten nicht, sondern er musste sich um eine offene Meisterstelle an einem Bau bewerben. Die Ausbildungszeit konnte so leicht 10 Jahre erreichen.“ Dabei ist zu berücksichtigen, dass nicht wie heute Kommissionen die Meisterprüfung abnahmen. Die Anstellung als Meister in den Bauhütten war vom guten Ruf und Können abhängig und hochrangige Auftraggeber, wie Fürsten, Patrizier, Bischöfe, Äbte, Priore entschieden über eine Anstellung. Der Meister hatte nach Anstellung an seinem Werk die oberste Autorität. Gesellen und Parliere hatten ihm in der Arbeit gehorsam zu sein, auch hatte er das letzte Wort, wenn es galt, an der jeweiligen „Hütte“ einen Richtspruch zu fällen.

## Innere und äußere Verhältnisse der gotischen Bauhütte
Die Bauhütte war in die damaligen kirchlichen und rechtlichen Verhältnisse eingebunden. Sie hatte eine gewisse Sonderstellung; dennoch ist ein Eingebundensein feststellbar. Inwieweit die Werkmeister der Bauhütte der Kirchenverwaltung unterstellt waren, lässt sich am Beispiel der Straßburger Münsterbauhütte (weiter unten) zeigen.

### Kirchenfabrik „fabrica eccelesiae“

#### Bauherrschaft und Baufinanzierung
Unstrittig ist, dass die Kirche seit dem 3. Jahrhundert über gewaltige Vermögen verfügte, die neben den kirchlichen Eigentums- und Nutzungsrechten auch aus Forderungen in Form von Abgaben sowie aus Hand- und Spannrechten, den sog. Fronrechten, bestand. Besonders große kirchliche Eigentümer und Eigentumsrechte sammelten sich im Bereich der sich entwickelnden Städte im Mittelalter an. Die Baulast bestand nicht nur aus Ausgaben für den Neubau, sondern auch im Bauunterhalt und im Betrieb der Kathedralen (Ausstattung und Instandhaltung) selbst. Der Bau der Kathedralen hatte neben der technischen und organisatorischen auch eine finanzielle und rechtliche sowie, wie man heute sagen würde, eine verwaltungsrechtliche Seite. Die Verwaltung des christlichen Kathedralenbaus erfolgte durch die sog. Fabrikverwalter oder Schaffner.
Seit dem 13. Jahrhundert geht die Baulast generell vom Bischof auf das Domkapitel über, was nicht ausschließt, dass in manchen Fällen die Bauinitiative vom Bischof ausging. Das Bau-Engagement und die Baufinanzierung sind facettenreich und die Anteile des Einflusses auf die Bau-Erstellung sehr verschieden, sie sind – besonders bei kollektiver Bauträgerschaft von Bischof, Dom- und Stiftskapitel sowie Kirchengemeinde – im Einzelnen schwer zu bestimmen.

### Fabrikverwalter, Fabrikpfleger und Schaffner
Die Bestellung des Kirchen-Fabrikverwalters war unterschiedlich und abhängig vom Domkapitel oder Stiftskapitel, Kloster oder von der Kirchengemeinde. Der Fabrikverwalter wurde meist für eine begrenzte Zeit, etwa für ein Jahr, bestimmt. Der Fabrikverwalter war für die Verwaltung des kirchlichen Vermögens, wie z. B. die Entgegennahme von Geld- und Sachgaben, ferner auch für die Ausstattung und die Reinlichkeit der Kirche zuständig. Zuweilen oblag ihm auch die Bauverwaltung: „Er hatte die Bauarbeiter zu entlohnen und die Werk- und Lohnaufträge abzuschließen, für die Materialbeschaffung und deren Transport zu sorgen und die Zollbefreiungen auszuhandeln, sofern dies nicht – wie die Beschaffung von notwendigem Baugrund – durch das Kapitel selbst erfolgte“.
Dem Fabrikverwalter wurden Fabrikpfleger zur Prüfung der Rechnungen und zur Kontrolle zugeordnet. Die Zahl der Fabrikpfleger schwankte. Bei größeren Bauvorhaben standen dem Fabrikverwalter Schreiber zur Unterstützung zur Seite.
Straßburg hatte eine Besonderheit, weil das Münster gleichzeitig die Pfarrkirche der Straßburger Bürger war. Es gab dort den sog. Schaffner, der von der Stadt bestellt war und der in etwa die Aufgaben des Fabrikverwalters hatte. Der Werkmeister der Münsterbauhütte Straßburg war dem Schaffner unterstellt. Bewiesen ist nicht, ob dieses Unterstellungsverhältnis der Werkmeister auf alle gotischen Bauhütten übertragbar ist, dennoch muss aufgrund der Bedeutung und Stellung der Straßburger Hütte als zentrale Haupthütte angenommen werden, dass dies der Fall war.

### Steinmetzbruderschaft

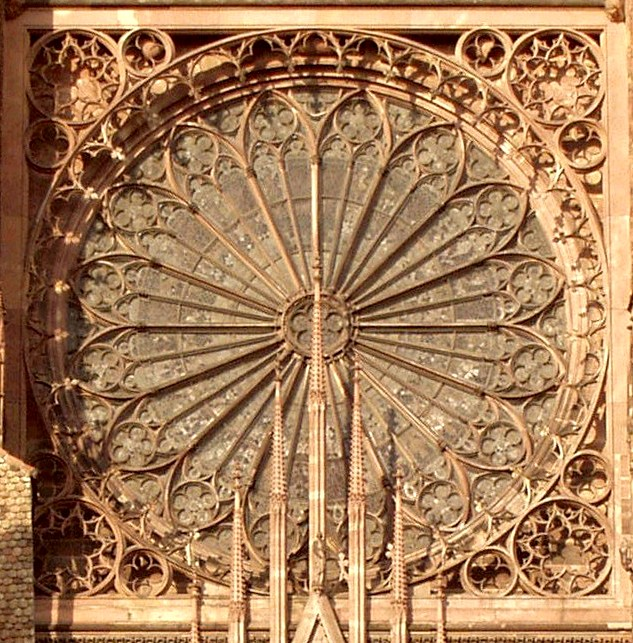
Eine der größten Fensterrosen der Gotik am Straßburger Münster, 13,6 m Durchmesser

Hauptartikel: → Steinmetzbruderschaft
Die ideelle Grundlage des Bauhüttenwesens war eine besondere Form der Bruderschaft, die Steinmetzbruderschaft. Es handelt sich um eine überregionale Organisation, die von den regionalen Bauhütten, Zünften und Gilden zu unterscheiden ist.
In den heute noch existierenden Gesellenverbindungen, den sogenannten Schächten, finden wir Hinweise darauf, dass die Bruderschaft der Bauhütten nach deren Auflösung nicht gänzlich verschwand.
Die zwei ältesten Vereinigungen, deren Existenz belegbar bis ins 17. Jahrhundert zurückzuverfolgen ist, nennen sich Gesellschaft der rechtschaffenen fremden Maurer und Steinhauer bzw. Gesellschaft der rechtschaffenen fremden und einheimischen Zimmerer und Schieferdeckergesellen. Die Vereinigung der Maurer und Steinmetzen pflegt ein Ritual, das sie „Bruderschaft“ nennen, das als solches in der Zimmerervereinigung nicht vorhanden ist.

### Haupthütten und Nebenhütten
Haupthütten waren in Bern, später Zürich, Wien, Köln und vor allem in Straßburg.
Sie werden in den Hüttenordnungen ausdrücklich als Haupthütten erwähnt. Wenn es Streitigkeiten gab, die auf den örtlichen Hütten nicht geklärt werden konnten oder wenn es galt, Entscheidungen zu treffen, die das ganze Hüttenwesen betrafen, oder es Zwiespalt zwischen verschiedenen Hütten gab, wurden die Haupthütten als oberste Instanz angerufen. Die Nebenhütten waren je nach Einzugsgebiet den zuständigen Haupthütten unterstellt und mussten Gelder an sie abführen. Ob die Festlegung auf die vier Haupthütten schon länger bestand oder erst mit der Reformation der Hüttenordnung 1459 eingeführt wurde und es vorher vielleicht andere, eventuell wechselnde, Haupthütten gab, ist nicht bekannt.

### Hüttengeheimnisse
Mehrere Artikel der Hüttenordnung verbieten ausdrücklich die Weitergabe von Hüttengebräuchen an Außenstehende. Auch bei den Zünften war dies so. Das wesentliche Hüttengeheimnis aber war das Wissen um die Baukunst. Es durfte nur an Mitglieder der Steinmetzbruderschaft weitergegeben werden. Das Weitergeben von Handwerkstechniken und -künsten war auch in den Zünften verboten. Das ist teilweise auch heute noch der Fall.

### Entscheidungsfindung und Rechtsprechung der Bauhütten
Die Struktur der Entscheidungsfindung und Rechtsprechung erinnert an das Thing der germanischen Rechtsprechung. Den Zusammenkünften auf der „Hütte“ stand der Meister vor.
Und ihm allein oblag es, das Urteil zu sprechen. Doch über Schuld oder Unschuld berieten alle anwesenden zur Bruderschaft gehörenden Werkleute gemeinsam. Die Ordnung, der sich die Werkleute zu unterwerfen hatten, wurde von allen gemeinsam erstellt. War ein Steinmetz mit seinem Urteil nicht einverstanden, konnte er sich an eine der Haupthütten wenden. Um einen Steinmetzen aus der Bruderschaft auszuschließen, bedurfte es dreier Meister als Richter. Die Werkleute der Hütte waren angehalten, alle Streitigkeiten untereinander vor den Hüttengerichten zu verhandeln und nicht etwa vor dem Stadtgericht oder dergleichen.

## Niedergang der Gotik und der gotischen Bauhütten

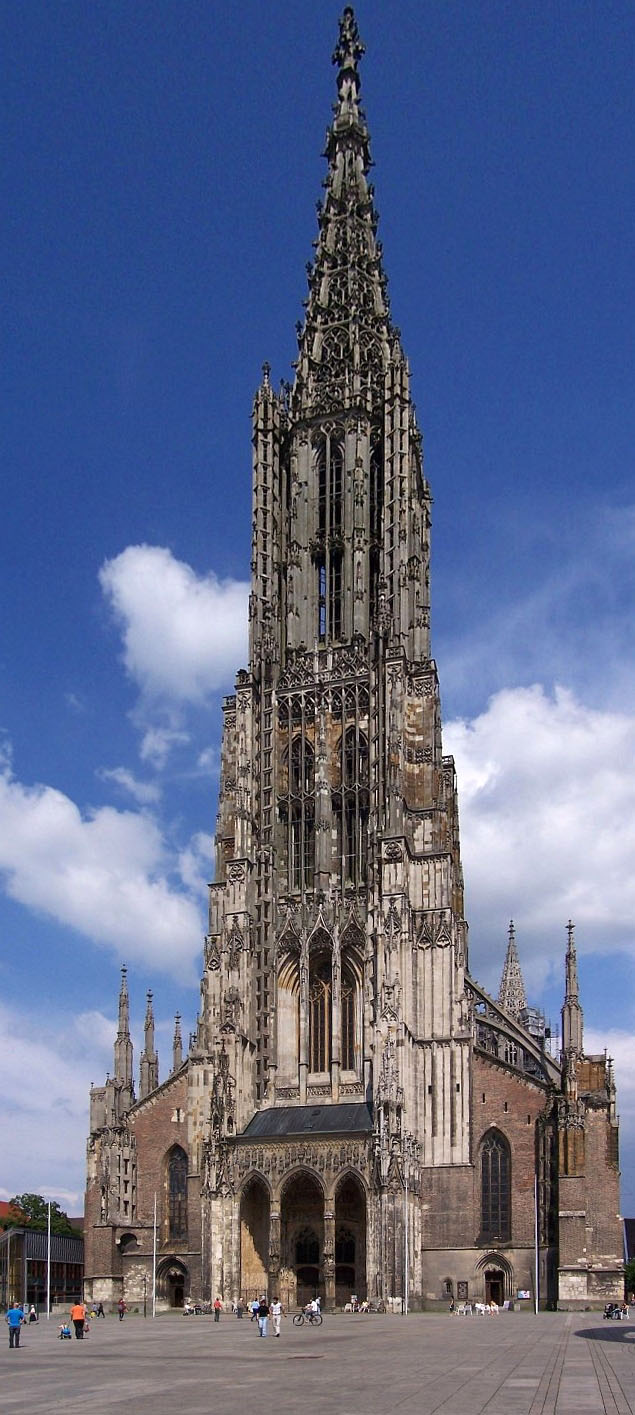
Ulmer Münster mit höchstem Turm aller christlichen Kirchen, 161,5 m hoch

Faktisch endet die Zeit der gotischen Bauhütten 1731 mit ihrem endgültigen Verbot durch Kaiser Karl VI. 1707 wurde den Bauhütten bereits die eigene Gerichtsbarkeit untersagt. Ab dem 16. Jahrhundert gibt es Dokumente, die eine Vereinnahmung der Bauhütten durch die Zünfte belegen. Es wird vermutet, dass diese Vereinnahmung auch von den Meistern der Bauhütten gefördert wurde, konnten sie dadurch ihre Macht und ihren Wohlstand doch erheblich ausbauen. Vermutlich hatte der Verfall schon lange vor der Straßburger Ordnung begonnen – es wird in ihr ja auch ausdrücklich auf Missstände hingewiesen.
Wer sich bedeutende Kathedralen aus der Anfangs- und der Endzeit der Gotik ansieht, z. B. Chartres und Köln, kann erahnen, dass der Geist der Gotik allmählich geschwunden war. Dies gilt für die Bauhütten genauso wie für den Baustil. Die Bauhütten mussten ihren Zusammenhalt mit einem Regelwerk wie der Straßburger Ordnung beschwören. Das Regelwerk musste von oberster Stelle bestätigt werden (Confirmationsurkunde von 1498 Maximilians I.) – es zeigt, dass die Bedeutung, welche die Bauhütten über Jahrhunderte hinweg getragen hatte, reduziert war. Eine neue Zeit, die Zeit der Renaissance, die Zeit der Wiedergeburt der Antike, setzte neue Maßstäbe.
Von Italien her kam die Renaissance und mit ihr die Aufklärung. Für tiefe mystische Gläubigkeit, man mag es auch Aberglaube nennen, ging die Zeit genauso zu Ende wie für eine solidarische Brüderlichkeit, in der jeder einzelne sein Können und Wissen einem großen gemeinsamen Ziel einbrachte und Name und Identität vieler großer Baumeister und Bildhauer hinter den Steinmetzzeichen der Bauhütten nach außen verborgen blieb.

## Heutige Situation der Bauhütten

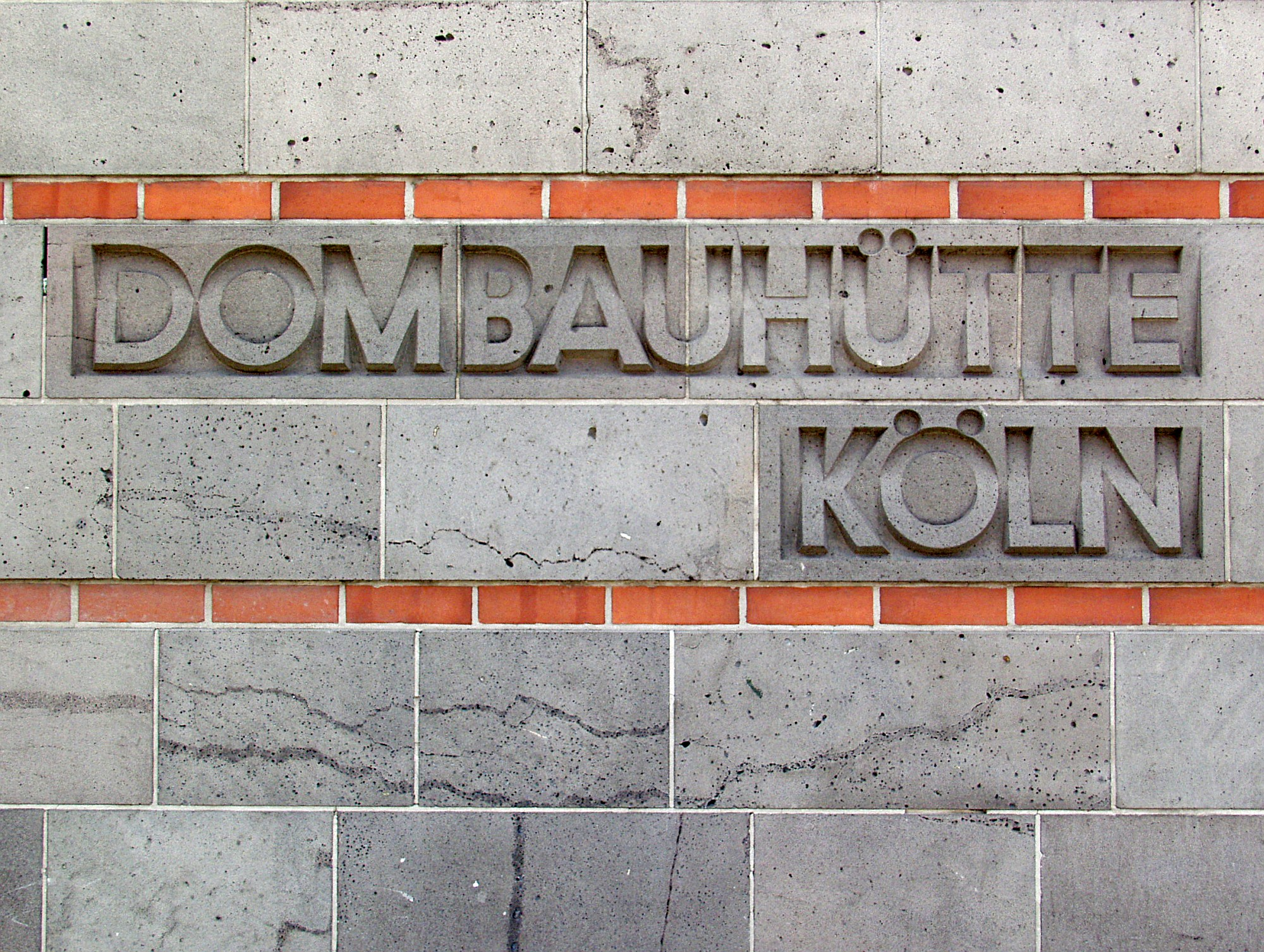
Schriftzug der Dombauhütte Köln in Basaltlava

Hütten gibt es in der Schweiz, in Deutschland, Österreich und Frankreich. Diese heutigen Bauhütten befassen sich ausschließlich mit Instandhaltungsarbeiten. Dabei werden alte morbide steinerne Werkstücke gesichert, repariert oder neu geschaffen. Je nach Steinmaterial oder Zerstörungsgrad werden neue Technologien der Steinkonservierung, wie z. B. Hydrophobierungen, eingesetzt. Vor einem Einsatz von bauchemischen Mitteln werden umfangreiche Untersuchungen von Sonderfachleuten durchgeführt.
Einige der heutigen „Dombaumeister“ sind Steinmetzmeister, andere Ingenieure oder Architekten. Sie sind im Wesentlichen mit ingenieurtechnischen und organisatorischen Problemen befasst. Im Jahr 1996 wurde mit Ingrid Helm-Rommel in Ulm erstmals eine Frau zur Münsterbaumeisterin ernannt. Zum Erfahrungsaustausch koordinieren europäische Dombaumeister Treffen aller „Baumeister“ an wechselnden Dombaustellen und haben sich in einem Verein organisiert.
Die Organisationsformen der Hütten sind unterschiedlich. Es gibt staatliche (z. B. die Zwingerbauhütte in Sachsen), kirchliche (z. B. die Münsterbauhütte Schwäbisch Gmünd), durch kirchliche Stiftungen (z. B. die Kölner Dombauverwaltung) oder durch Vereine (z. B. Freiburger Münsterbauverein) organisierte Hütten. Alle Hütten finanzieren sich zum großen Teil aus öffentlichen oder kirchlichen Mitteln und arbeiten mit den staatlichen Denkmalschutzbehörden zusammen.
Eine jüngere Einrichtung sind die Jugendbauhütten der Deutschen Stiftung Denkmalschutz, die Patentinhaber des Markennamens „Jugendbauhütte“ ist, der unter der Registernummer: 399 44 950 am 5. Januar 2000 geschützt wurde. Hier erhalten Jugendliche, die das Freiwillige Jahr in der Denkmalpflege (FJD) absolvieren, Einblicke in historische Handwerkstechniken. Dabei erhalten sie ferner Kenntnisse über Architekturgeschichte und lernen Arbeitsgebiete der Denkmalpflege kennen. Die Betreuer dieser Einrichtungen sind Mitarbeiter der ijgd (Internationale Jugendgemeinschaftsdienste e. V.), die unter der Fachaufsicht der Deutschen Stiftung Denkmalschutz stehen. Standorte der Jugendbauhütten sind Brandenburg/Berlin, Görlitz, Duisburg/Raesfeld, Mühlhausen (Thüringen), Quedlinburg, Romrod, Soest und Wismar sowie Stralsund/Szczecin als Ort eines deutsch-polnischen Gemeinschaftsprojektes, Regensburg, Stade und die Hansestadt Lübeck.